# 뉴펀들랜드늑대
뉴펀들랜드늑대 (Canis lupus beothucus)는 뉴펀들랜드에서 살았을 것으로 추정하는 회색늑대의 아종 중 하나이다. 크기는 중형이며 흰색 털에 가느다란 두개골을 가졌다고 추측하고 있다. 하지만, 가끔 흰색 대신 멜라니즘을 가진 늑대도 발견되기도 했다. 마지막 종은 1911년 잡혔다.

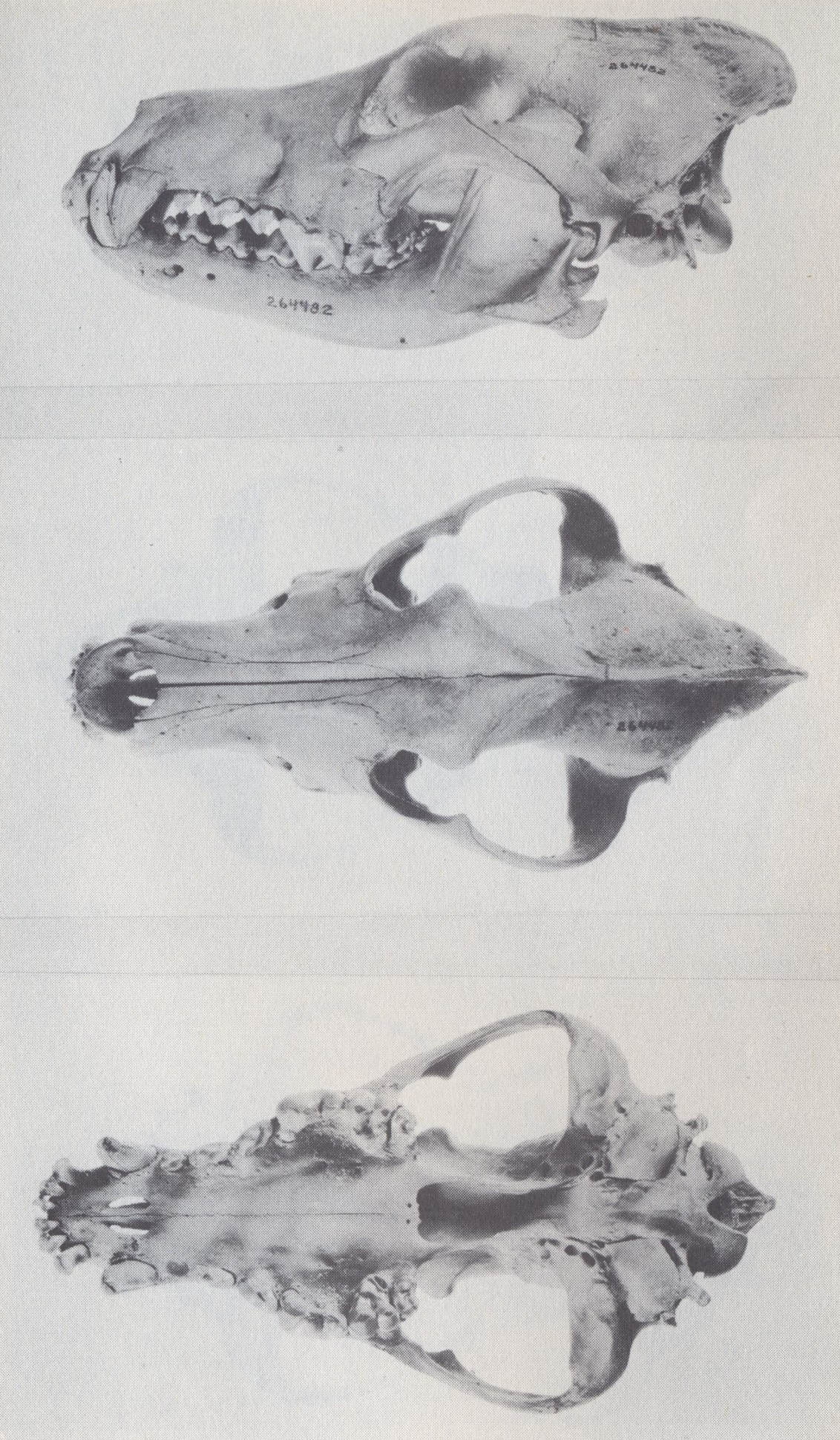
뉴펀들랜드늑대의 두개골 모습

2005년 기준, MSW3에서는 유효한 늑대의 아종으로 간주하고 있으며, 미국 어류 및 야생동물관리국에서는 대평원늑대와 동종으로 간주하고 있다.